# Mikhaïl Klodt
Pour les articles homonymes, voir Clodt von Jürgensburg.
Le baron Mikhaïl Klodt (en russe : Михаил Константинович Клодт фон Юргенсбург, Mikhaïl Konstantinovitch Klodt von Jürgensburg), né le 30 décembre 1832 (11 janvier 1833 dans le calendrier grégorien) à Saint-Pétersbourg et mort le 16 mai 1902 (29 mai dans le calendrier grégorien) à Saint-Pétersbourg, est un peintre russe, paysagiste de la seconde moitié du XIXe siècle. Le premier parmi les peintres russes à lier les scènes de genre au paysage épique. Il est le neveu du célèbre sculpteur russe Peter Clodt von Jürgensburg (dit aussi en russe Piotr Karlovitch Klodt) et le cousin de l'artiste-peintre Mikhaïl Petrovitch Klodt. Il fut le maître de Nikolaï Doubovskoï, un des peintres du groupe des Ambulants, dont il fit lui-même partie. Constantin Kryjitski fut également un de ses élèves.

## Biographie
Son père était général-major d'artillerie. Mikhaïl Klodt étudia à l'Académie russe des beaux-arts (1851—1858) de Saint-Pétersbourg. Il termine ses études chez Maxime Vorobiov. Après avoir obtenu des prix pour ses travaux, il décroche une bourse pour étudier en France où il passe un an avant de revenir à sa demande en Russie en janvier 1861.
En 1870, il devient membre des Ambulants. Il meurt en 1902.

## Œuvres
Selon le critique Vladimir Stassov il peut être considéré comme un « peintre aux sentiments poétiques villageois ».

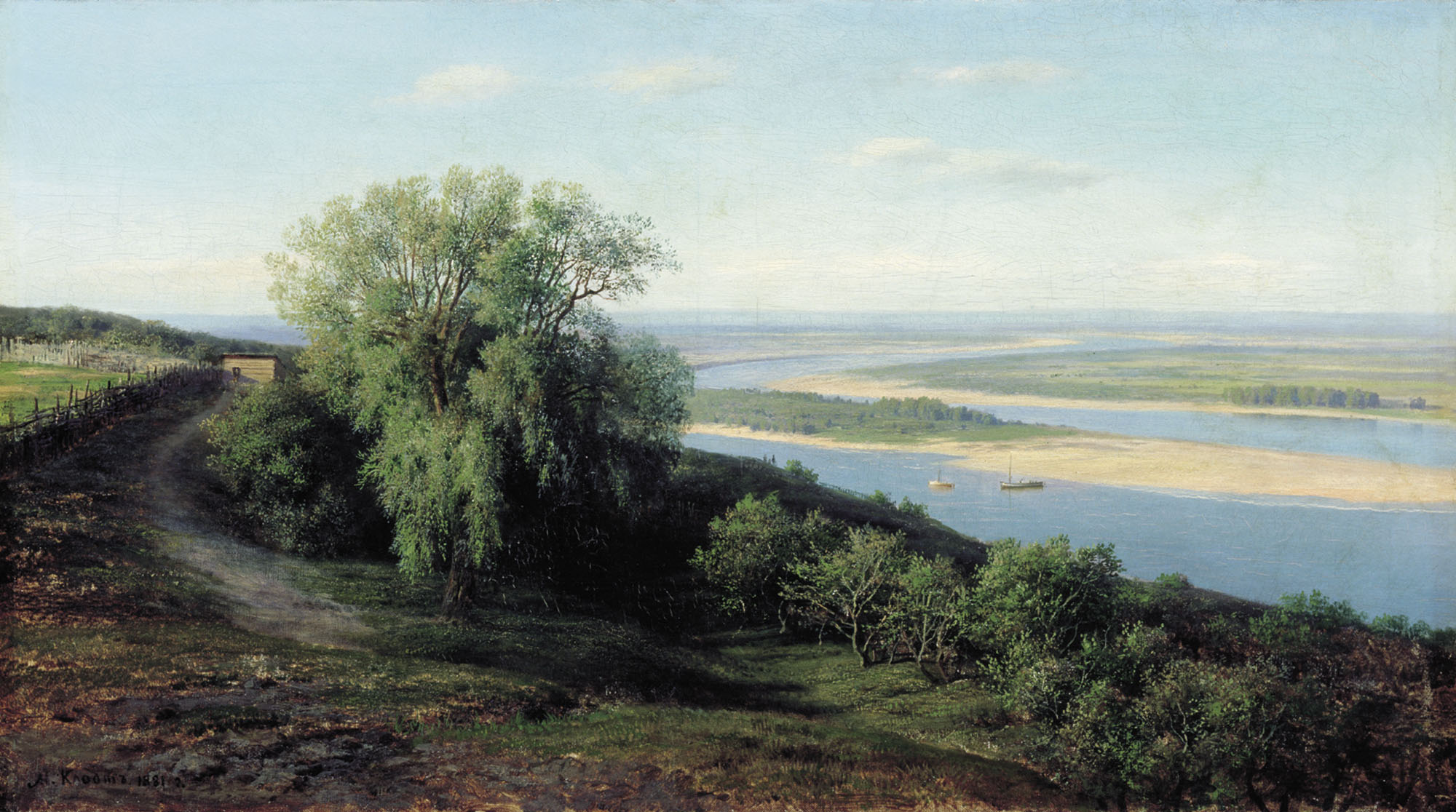
Simbirsk sur la Volga, 1881
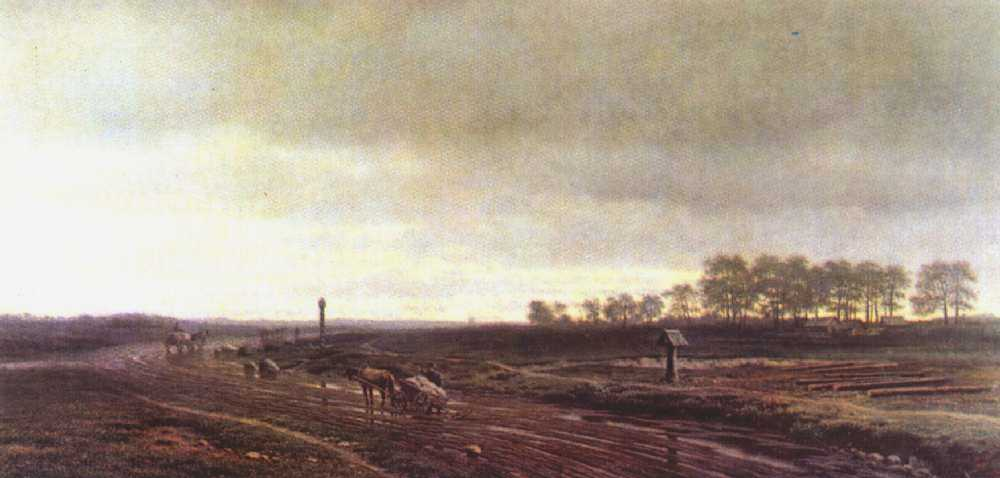
Grand chemin l'automne, 1863
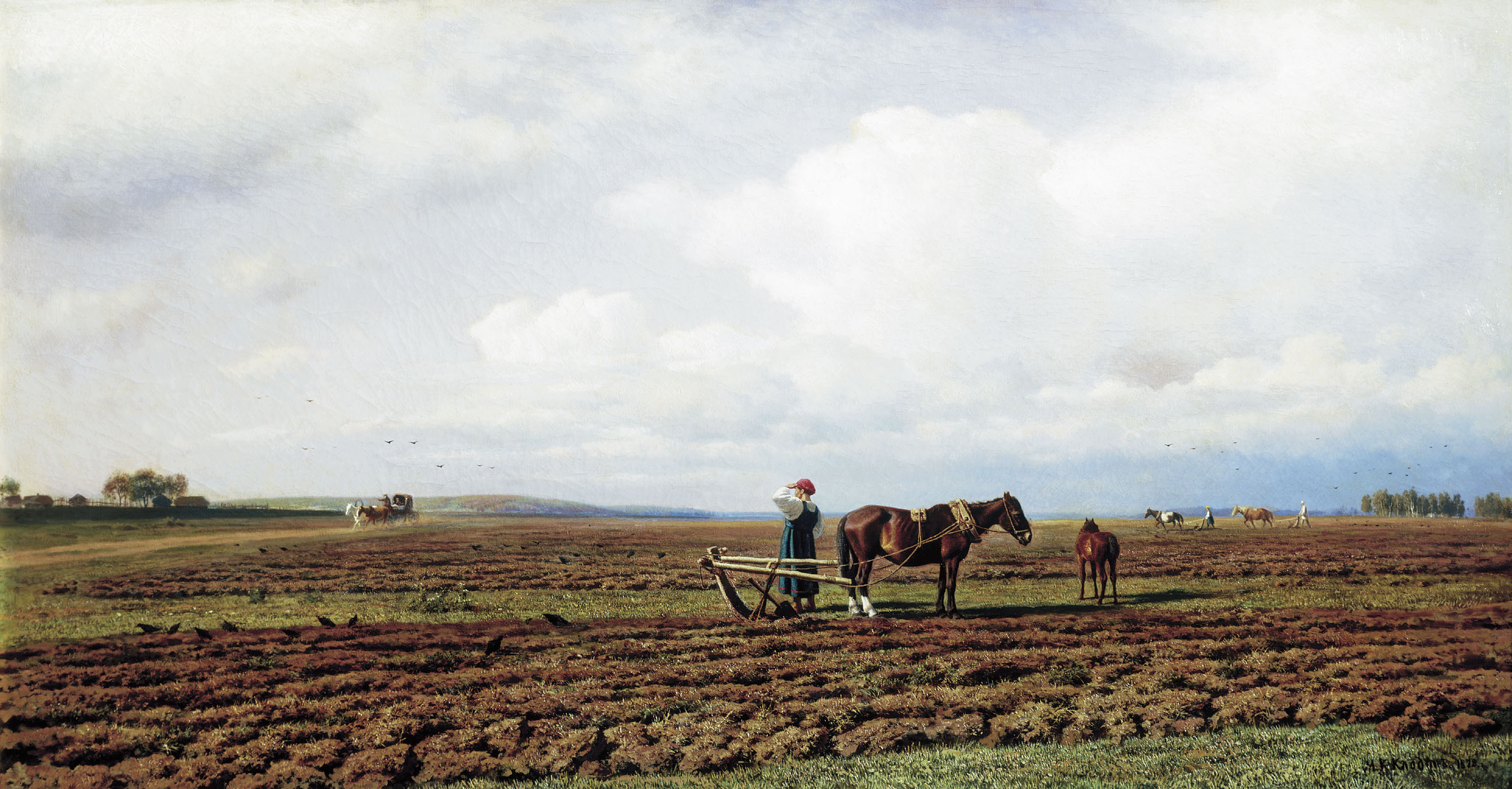
Aux champs, 1872
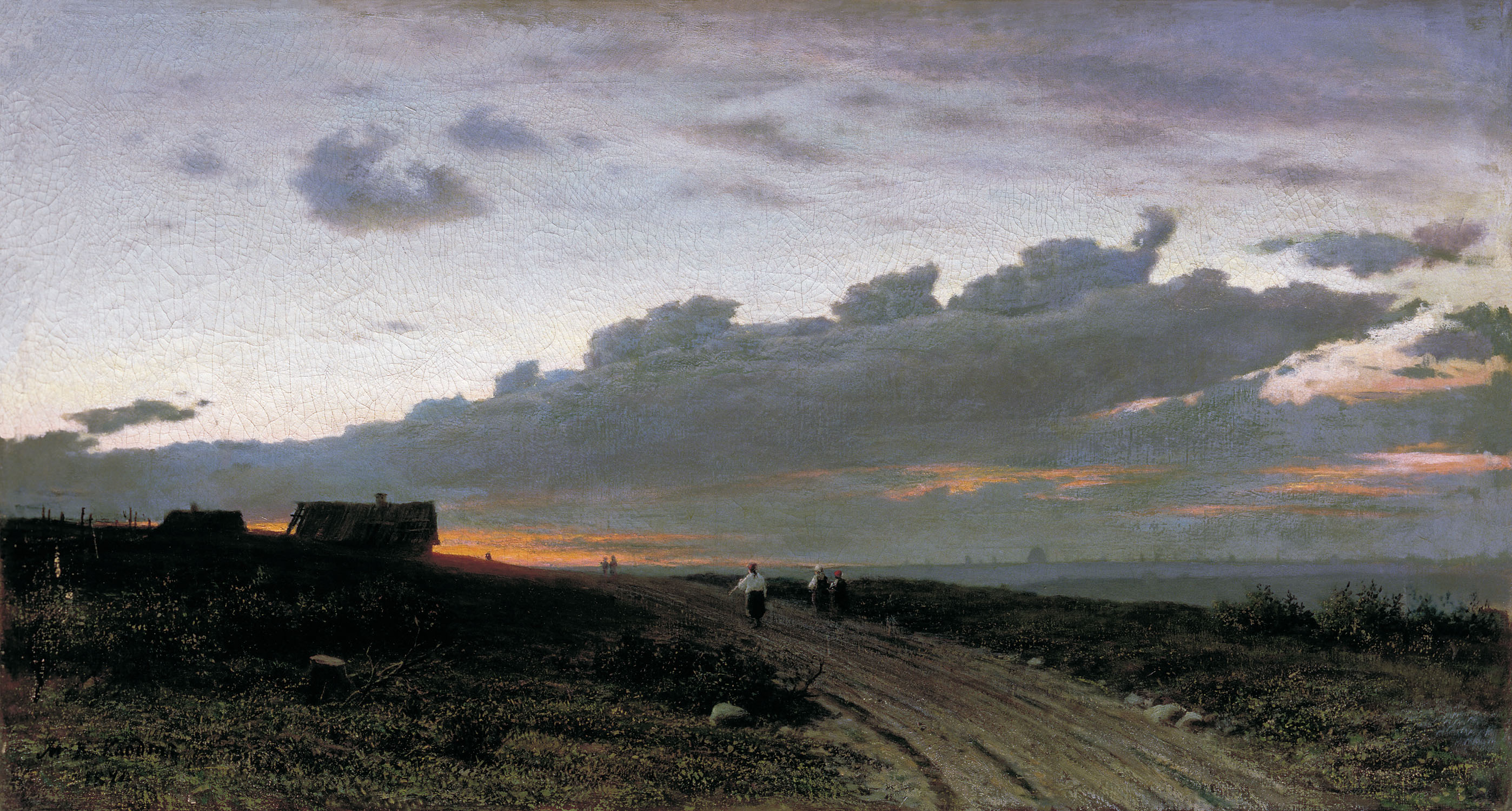
Vue le soir sur le village. Gouvernement d'Orlov, 1874
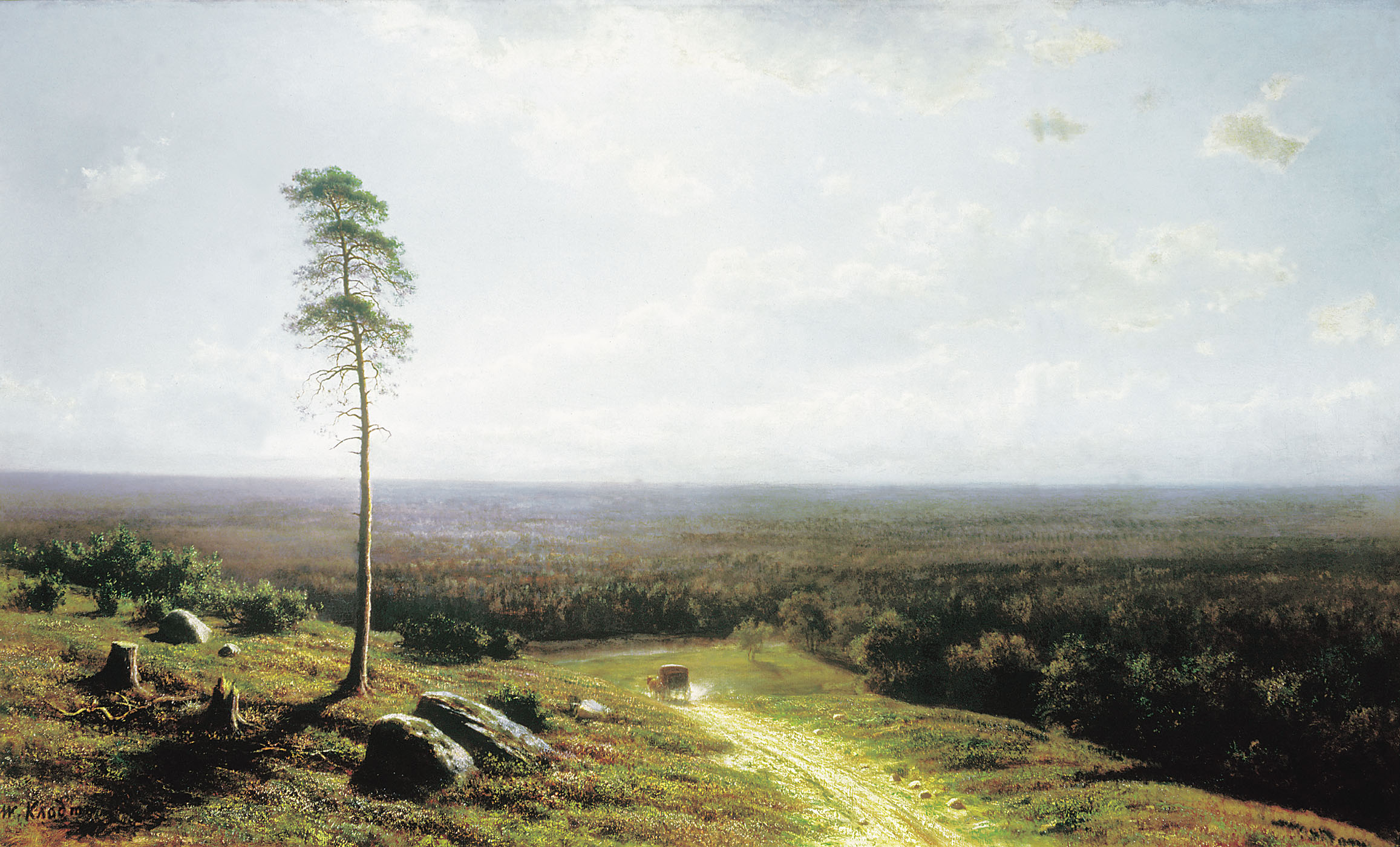
Forêt au loin à midi, 1876
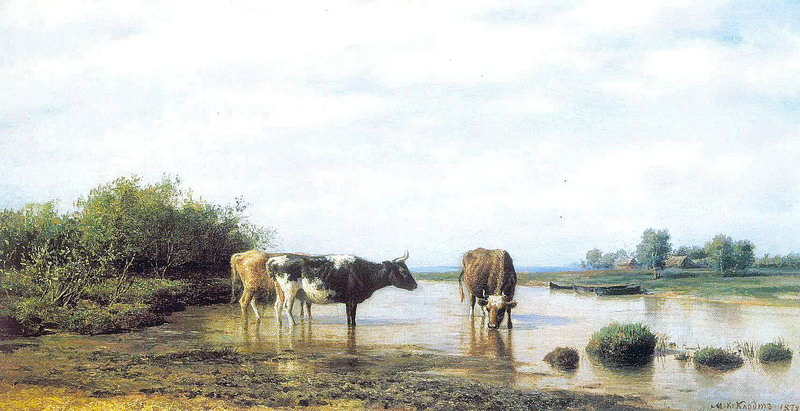
Vaches au gué, 1879